# もしもしニコラ!
もしもしニコラ!（Allo! Allo! Nicolas!）は、フランスの児童文学作品である。作者はジャニーヌ・シャルドネ。日本版の翻訳は南本史、挿絵は岡本颯子。

## 概要
パリの大都会に住む少女リーズは両親が共働きで、夜いつも一人で留守番をしている事が多い。このため、その寂しさからリーズは夜中に電話のダイヤルをやたらに回し続けていた。そんな中、ニコラという少年が電話に出て友達になる事を約束し、リーズは彼のいる田舎町まで訪ねる物語である。
1975年にあかね書房より、「あかね世界の児童文学」シリーズとして刊行され、当時多くの小学生に読まれた児童文学作品である。その後は絶版となったものの、復刊ドットコムで多くの投票により、2005年にブッキングより復刊する事になった。